# Izraelski napadi na Iran u lipnju 2025.
Dana 13. lipnja 2025. Izrael je napao ciljeve na više od desetak lokacija diljem Irana. Pod kodnim nazivom „Operacija Uzdižući lav”, Izraelske obrambene snage (IDF) i Mossad oštetili su ključne nuklearne lokacije i vojne instalacije te ubili nekoliko iranskih visokih vojnih zapovjednika u njihovim privatnim rezidencijama. Napad je bio najveći na Iran od iransko-iračkog rata tijekom 1980-ih. 
U rano jutro 13. lipnja, eksplozije, ogromni plamenovi i ponovljene eksplozije prijavljene su diljem Teherana, uključujući blizinu vojnih baza i u naseljima u kojima žive visoki zapovjednici.  Iranski nuklearni objekti bili su meta napada u Natanzu , Kondabu i Horamabadu.  Među ubijenima je i zapovjednik Korpusa islamske revolucionarne garde (IRGC) Hossein Salami.    Iranski državni mediji izvijestili su da su u napadima ubijeni i načelnik Glavnog stožera iranskih oružanih snaga, general-bojnik Mohammad Bagheri  ; nuklearni znanstvenici Fereydoon Abbasi i Mohammad Mehdi Tehranchi  ; te drugo iransko vojno osoblje i civili.  Napadi su nastavljeni poslijepodne i navečer 13. lipnja, a prijavljeni su napadi u blizini zračne luke Tabriz te na nuklearne lokacije Natanz i Fordow.   
Kao odmazdu, Iran je pokrenuo napade na Izrael pod nazivom Operacija Pravo obećanje III. 
Američki udar na iranska nuklearna postrojenja dogodio se 22. lipnja 2025. Zračne snage i mornarica Sjedinjenih Država napale su tri nuklearna postrojenja u Iranu.
U 18:02 po istočnoameričkom vremenu 23. lipnja, predsjednik Sjedinjenih Američkih Država Donald Trump izjavio je da će dogovor o prekidu vatre između Izraela i Irana biti postignut do 25. lipnja, nazvavši sukob "Dvanaestodnevnim ratom". Iran je osporio tu izjavu, navodeći da iz Izraela ili Sjedinjenih Država nije zaprimio nikakav prijedlog o prekidu vatre.